# Rodopy Wschodnie

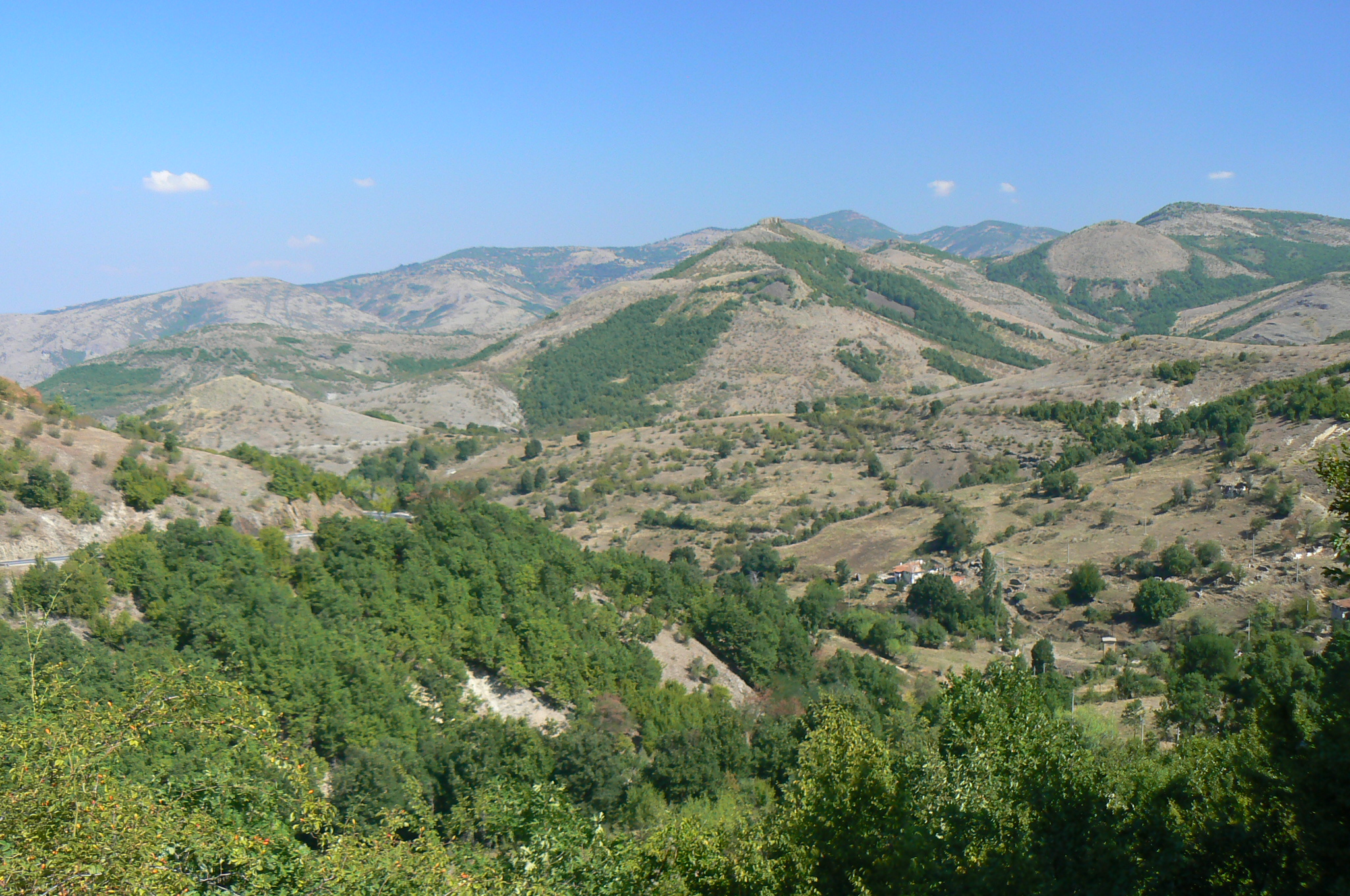
Krajobraz Rodopów Wschodnich między Momcziłgradem a Krumowgradem

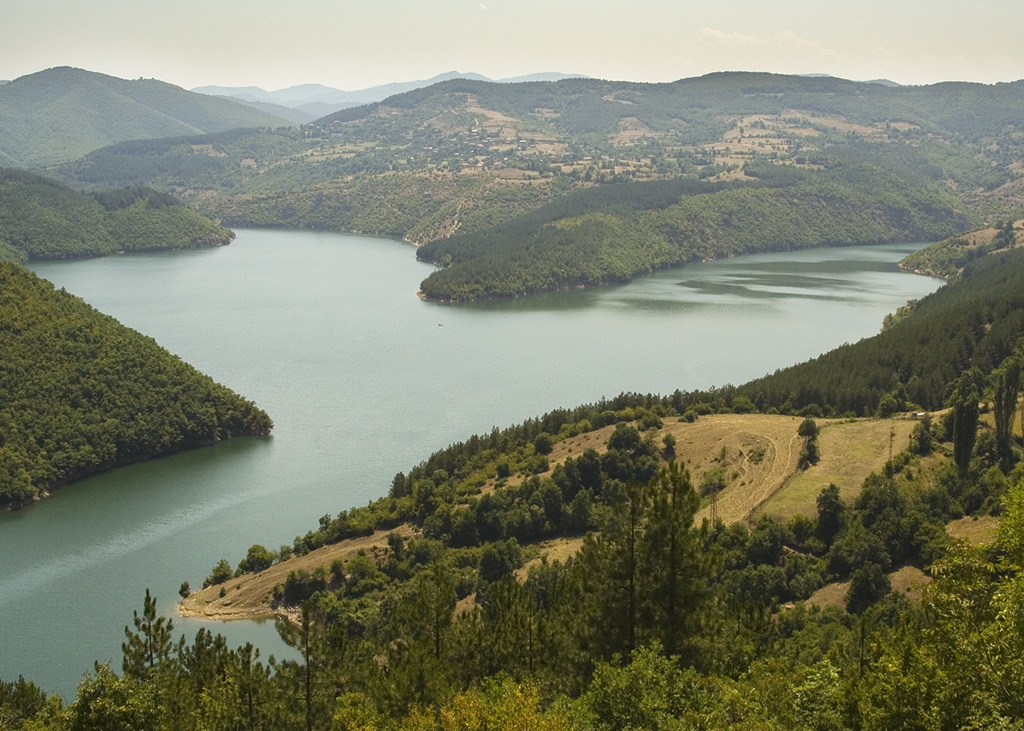
Sztuczny zbiornik Kyrdżali

Rodopy Wschodnie (bułg. Източни Родопи) – wschodnia część masywu górskiego Rodopów.
Rodopy Wschodnie leżą między dolinami Kajalijki, Borowicy, Ardy i Wyrbicy na zachodzie, a doliną Maricy na wschodzie. Zajmują około jednej trzeciej powierzchni całego masywu. Mają charakter gór niskich i pogórzy. Przeciętna wysokość nad poziomem morza wynosi zaledwie 320 m. W większości leżą na terytorium Bułgarii, niewielka część – w Grecji.
Najwyższe szczyty:
- Papikio (Orlicata, 1483 m n.p.m.),
- Wejkata (1463 m n.p.m.),
- Kodżaele (Tsami, 1266 m n.p.m.).

W Rodopach Wschodnich wyróżnia się następujące jednostki geomorfologiczne:
- wzgórza Dragojna, Meczkowec, Czukata i Gorata, Kotlina Wyłczepolska i Pogórze Chaskowskie na północ od doliny Ardy,
- wzgórza Iranow Rid i góry Myglenik, Giumiurdżinski Sneżnik, Strymni Rid i Bukate na południe od doliny Ardy.

Rodopy Wschodnie zbudowane są głównie ze skał osadowych przemieszanych z wulkanicznymi. Rzeźba jest bardzo urozmaicona. Klimat pasma jest przejściowy między śródziemnomorskim a umiarkowanym, wyraźnie cieplejszy i łagodniejszy niż w Rodopach Zachodnich. Odpowiednio do tego w szacie roślinnej przeważają ciepłolubne gatunki flory śródziemnomorskiej.
W Rodopach Wschodnich odkryto ślady kultur megalitycznych i liczne znaleziska z okresu trackiego.
Region jest zamieszkany przez Turków, Bułgarów, Pomaków, Cyganów i Ormian.